# Picchetto (militare)

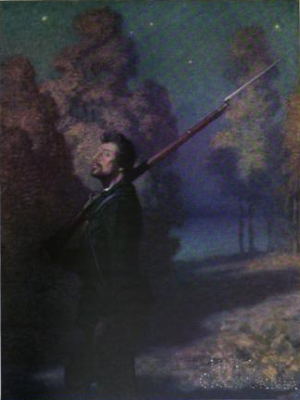
Illustrazione di N.C. Wyeth, tratta dal poema The Picket Guard di Ethel Lynn Beers (1879).

In ambito militare, un picchetto è un soldato o un piccolo raggruppamento di soldati disposti in posizione avanzata rispetto ad una formazione più ampia con compiti di avanscoperta e avvistamento anticipato del nemico; per estensione, indica anche un gruppo di militari posti a guardia di una installazione o di una nave, o comunque impegnati in una certa occupazione. Il termine ha origine antica, indicando inizialmente le sentinelle di guardia alle mura cittadine, o un piccolo gruppo di soldati a cavallo (di solito dragoni) tenuto pronto a intervenire in caso di attacco nemico contro truppe in sosta o accampate; in ambito anglosassone, è usato almeno dal 1761.
Le truppe impegnate in servizio di picchetto sono generalmente schierate in formazione aperta, con gli uomini ben distanziati tra di loro ("linea di picchetto"); il termine è anche usato per indicare un piccolo distaccamento di militari impegnato in funzione di guardia d'onore, soprattutto quando si tratta di rendere gli onori a una certa personalità ("picchetto d'onore").
Nell'ordinamento delle Forze armate italiane, viene indicato con il termine di "picchetto" un distaccamento di soldati armati posto a disposizione del comandante di una installazione o di una nave militare, incaricato di compiti di sorveglianza o di ordine pubblico, e posto alle dipendenze di un sottufficiale o di un ufficiale inferiore ("ufficiale di picchetto").